# Vysoká škola aplikované psychologie
Vysoká škola aplikované psychologie (zkratka VŠAPs) je soukromá vysoká škola v České republice se sídlem v Terezíně. Škola se zaměřuje na studium psychologie a propojení aplikované psychologie se sociologií a managementem, včetně ekonomie, s důrazem na praktické aplikace poznatků. Posláním VŠAPs je vzdělávat studenty s cílem rozvíjet kompetence podporující uplatnitelnost absolventů na trhu práce. Škola prosazuje individuální přístup ke studentům a otevřenou, tvůrčí atmosféru. VŠAPs si klade za cíl být institucí první volby pro zájemce o studium aplikované psychologie a dalších společenskovědních disciplín, fungující jako významné vzdělávací, výzkumné a poradenské pracoviště.

## Historie

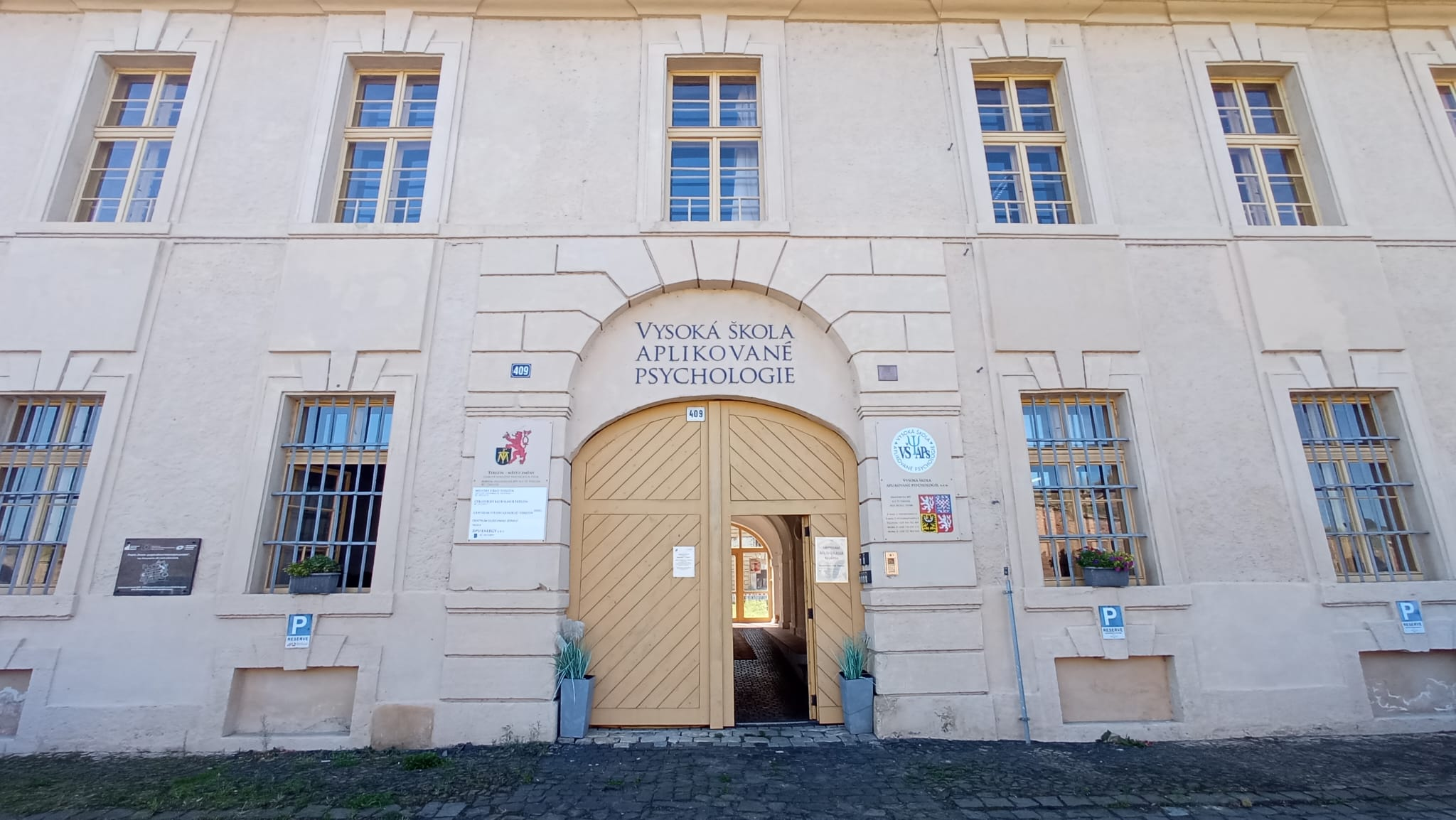
Hlavní vchod VSAPs

Vysoká škola aplikované psychologie (VŠAPs) zahájila svou činnost v roce 2011. Jejím působištěm je pevnostní historické město Terezín v Ústeckém kraji, vzdálené přibližně 50 km od Prahy s dobrou dostupností po dálnici D8. VŠAPs si získala renomé v regionu a stala se významným subjektem zvyšujícím vzdělanostní úroveň v Ústeckém kraji. Škola poskytuje vysokoškolské vzdělávání, MBA studium a akreditované odborné kurzy celoživotního vzdělávání. Dále vytváří a zajišťuje praktické výcviky pro firmy i jednotlivce v oblastech aplikované psychologie, komunikace, managementu a personální práce. Vzdělávací činnost VŠAPs se soustřeďuje na výuku odborných teoretických předmětů a získání praktických dovedností. Důraz je kladen také na rozvoj měkkých dovedností a kritického myšlení.

## Vedení
Vedení školy tvoří rektor, prorektoři a tajemnice školy:
- Rektor: PhDr. Mgr. Štefan Medzihorský.[6] Je zodpovědný za vedení školy, Kolegia rektora, prorektorů a tajemnice, Akademické rady, Rady pro vnitřní hodnocení, Disciplinární komise a Přijímací komise.
- Prorektor pro vědu a výzkum, pověřený také vedením agendy prorektora pro studijní a pedagogickou činnost: Prof. ThDr. Patrik Maturkanič, PhD.[7] V jeho kompetenci jsou oblasti: Výzkumné centrum, vědecké konference, Ediční středisko, vědecký časopis Aplikovaná psychologie/Applied Psychology, odborné publikace, Centrum celoživotního vzdělávání a Akademie třetího věku.
- Prorektor pro zahraniční spolupráci a hlavní garant bakalářského studijního programu: Doc. Ing. Milan Fiľa, PhD.[8] Zajišťuje mezinárodní spolupráci, bilaterální smlouvy, memoranda, mezinárodní konference, zahraniční návštěvy a koordinuje pracovní stáže v zahraničí a program Erasmus+.
- Prorektorka pro rozvoj a vnější vztahy: Doc. PhDr. Dr.phil. Laura Janáčková, CSc.[9] Navazuje a udržuje vnější vztahy, organizuje exkurze, prezentace na veletrzích a akcích pro veřejnost a popularizační projekty.
- Tajemnice: Renáta Šťasenková. Má na starosti sekretariát rektora, provozní a finanční záležitosti školy a Studijní oddělení.[10]

## Studijní programy

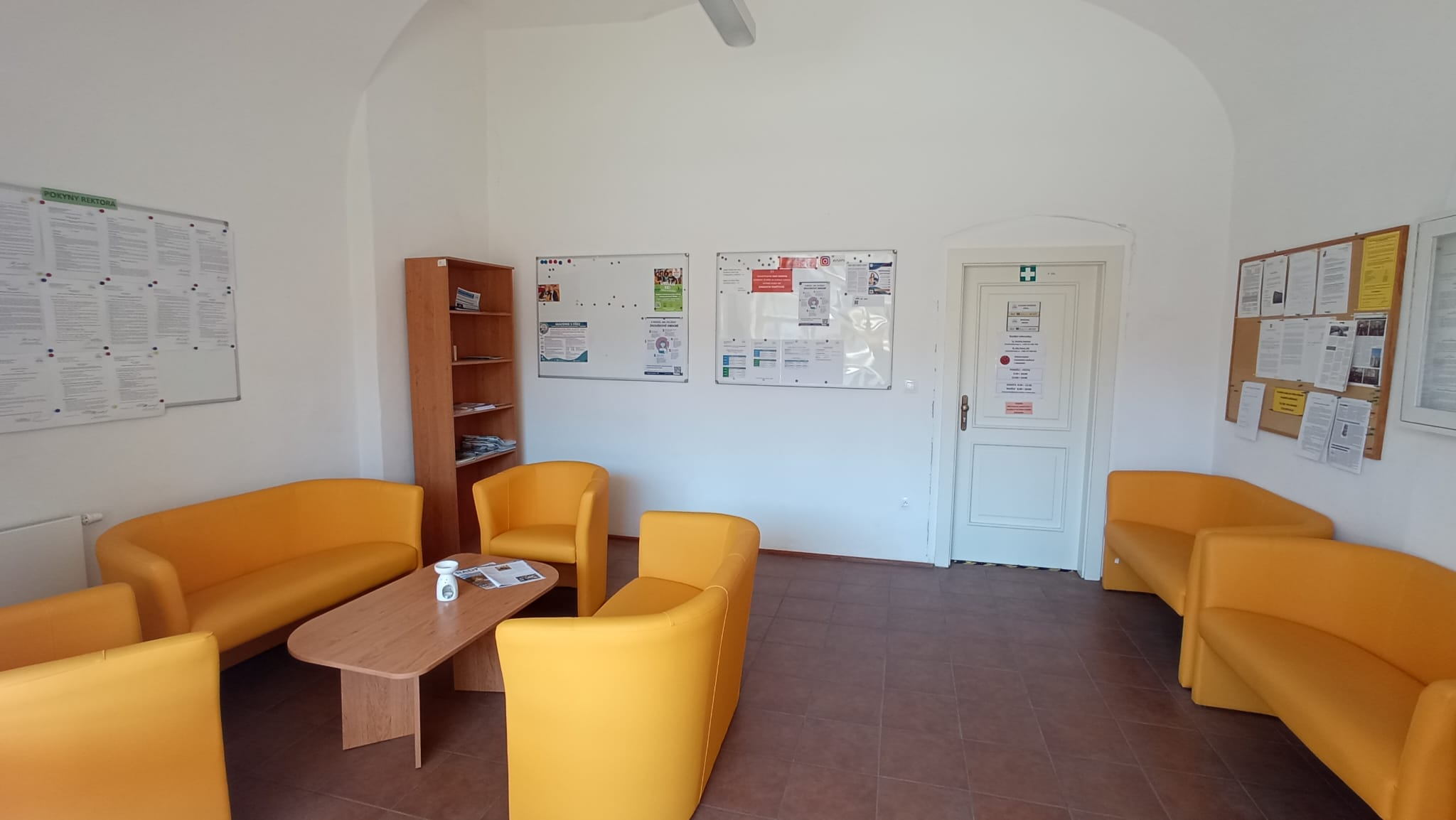
Prostor před studijním oddělením VSAPs

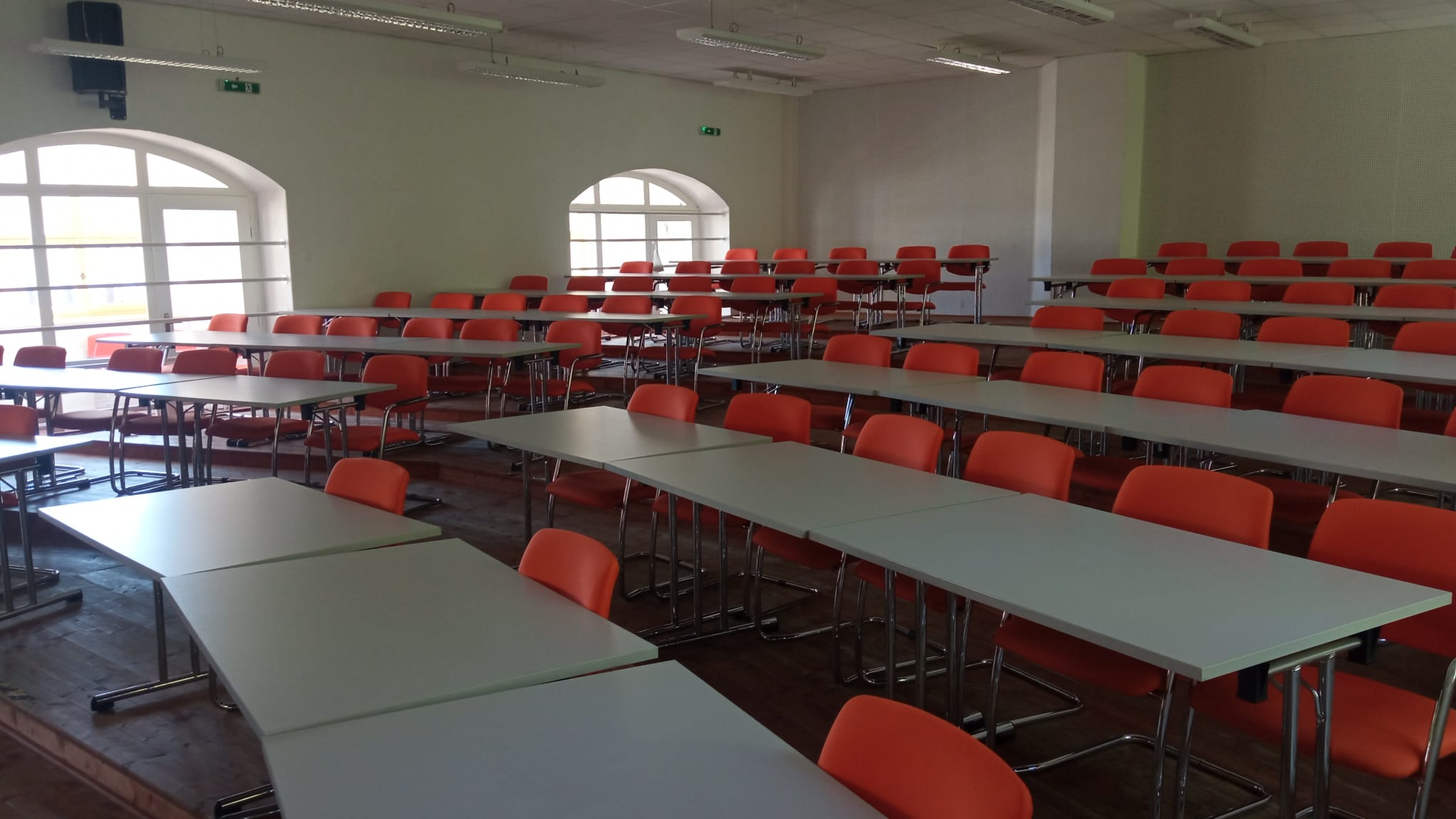
Aula VSAPs

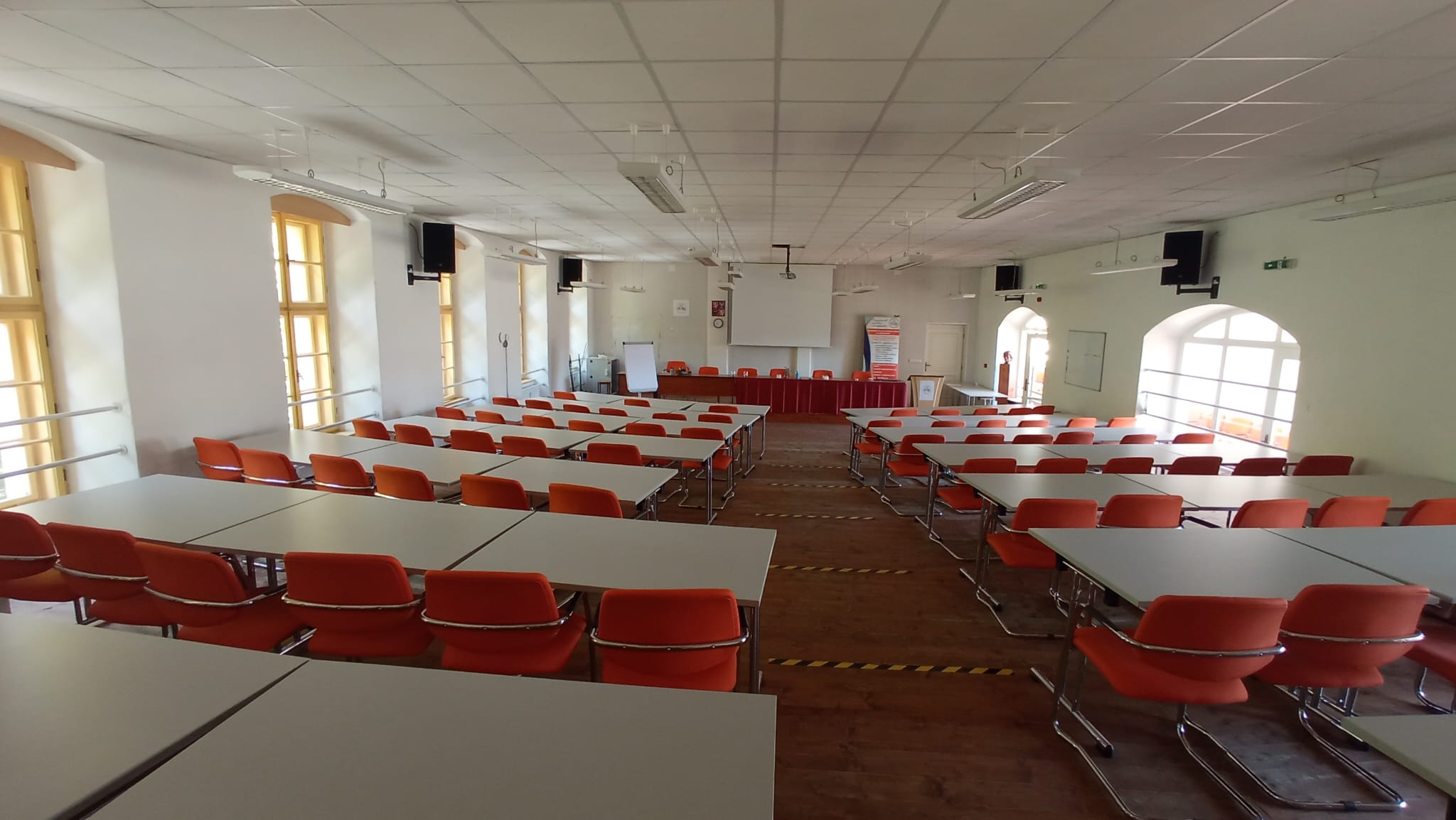
Pohled do auly VSAPs

### Balakářské studium
Vysoká škola aplikované psychologie se zaměřuje na studijní programy pro management osobnostního a profesního rozvoje a poradenství. Škola poskytuje bakalářský studijní program Personální a interkulturní management, a to jak v denní a kombinované formě studia (výuka 1x za 14 dní o víkendu), tak i formou individuálního studijního plánu.

### MBA studium
VŠAPs poskytuje MBA studium v oboru Manažerská a personální aplikovaná psychologie s prezenční víkendovou výukou.
Program je určen pro současné i budoucí lídry a má za cíl poskytnout hlubší porozumění dynamice pracovního prostředí a mezilidským vztahům. Studium je navrženo tak, aby vybavilo manažery a personalisty specifickými dovednostmi a psychologickými postupy pro efektivní práci s lidmi a uplatnění v praxi.
Charakteristika programu:
- Kombinace poznatků aplikované psychologie, personálního řízení a managementu.
- Trvání 3 semestry: 2 semestry výuky (10 povinných modulů) a 1 semestr volitelných modulů a zpracování závěrečné práce, celkem 192 hodin prezenční výuky.
- Obsah zahrnuje aplikovanou psychologii v managementu a HR, strategické řízení, leadership, NLP, firemní kulturu, interkulturní komunikaci, zvládání krizí a práci s AI v HR.
- Absolventi získají profesní titul MBA a mezinárodně uznávaný certifikát IES London.
- Program je certifikován institucemi International Education Society (IES) a International Certification Institute (ICI) s hodnocením BBB (vysoce erudovaná a profesionálně řízená instituce) a aa (výuka vedená akademiky a špičkovými odborníky), což představuje jedno z nejvyšších hodnocení v ČR.
- Vstupní kritéria zahrnují ukončené minimálně bakalářské vzdělání a alespoň 2 roky odborné praxe na manažerské, vedoucí či řídící pozici.[16]

### Celoživotní vzdělávání

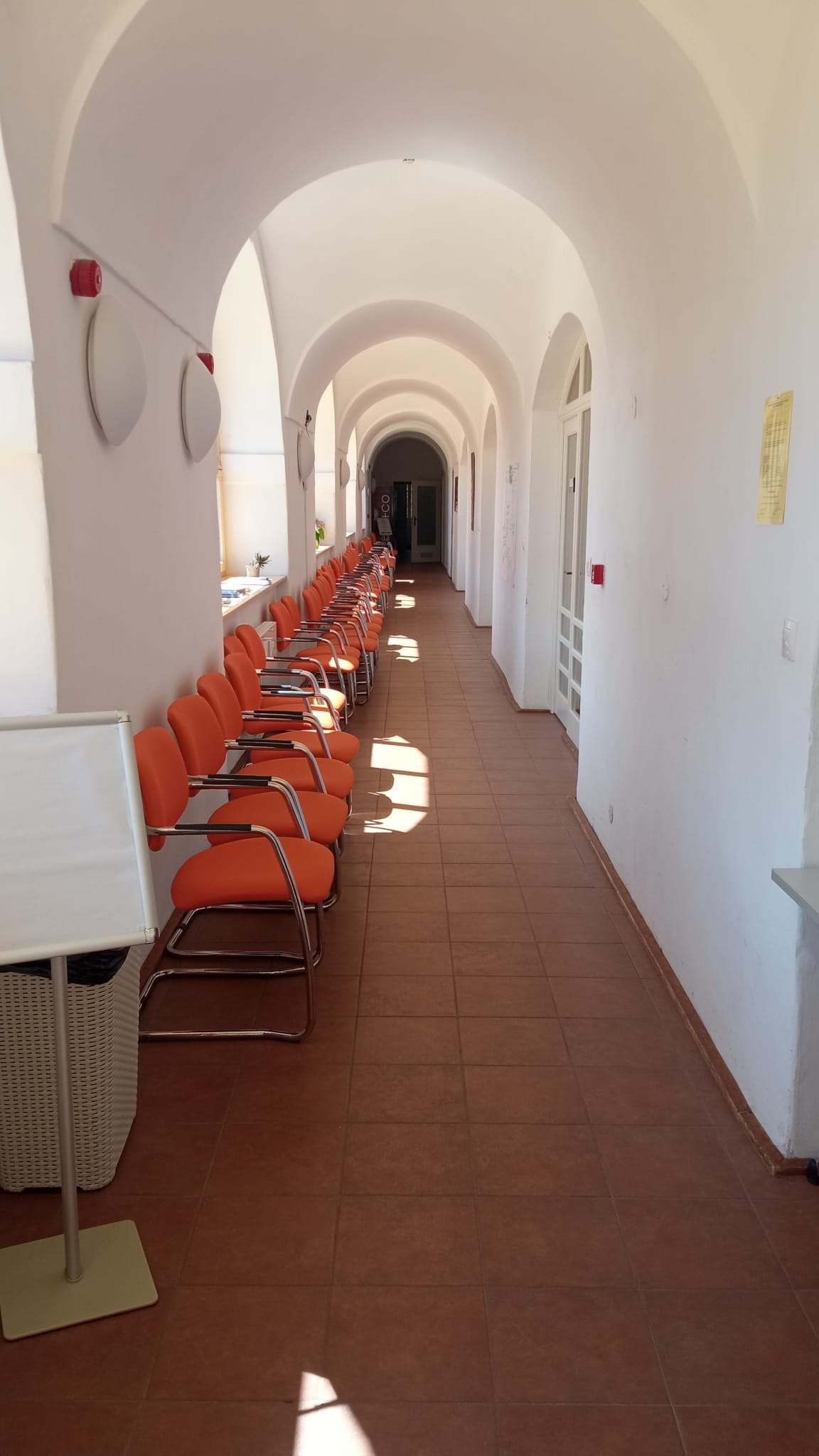
Hlavní chodba VSAPs

VŠAPs poskytuje kurzy celoživotního vzdělávání, které splňují kritéria kvalifikačního a rekvalifikačního studia. Nabídka zahrnuje různé kurzy pro profesní a osobní rozvoj:
- MindSpeak Elite: Jazyk úspěchu (neurolingvistické programování)
- Od chaosu k řešení: Designové myšlení
- Master of Words (intenzivní kurz pro ovládnutí umění prezentace a veřejného vystupování)
- Power Coaching (akreditovaný kurz pro zájemce o koučování)
- MasterClass (výcvik partnerské, rodinné a sexuální terapie trvající 2 roky, tj. 4 semestry)
- Přátelství s konflikty (kurz o předcházení konfliktům a využívání jejich růstového potenciálu)
- Sebezkušenostní autogenní trénink (vědecky podložená metoda prevence a snížení stresu)
- Systemický přístup v praxi
- Certifikovaný výcvik sociální komunikace (dva bloky: Výcvik asertivní komunikace a Výcvik prezentace a rétoriky)
- Získej sebejistotu v sobě i vůči okolí (osvojení dovedností ke snížení napětí, trémy a zvládání strachu)

### Akademie 3. věku (A3V)
Akademie třetího věku na VŠAPs je zájmově orientovaný program celoživotního vzdělávání, který otevírá vysokoškolské zdroje poznatků širší veřejnosti a zprostředkovává mezigenerační učení. Cílem je poskytnout zájemcům možnost systematicky se seznamovat s nejnovějšími poznatky, zejména v oblasti psychologie a mezilidských vztahů. Programy umožňují aktivně trávit volný čas, osvěžit si a doplnit znalosti, diskutovat s pedagogy a odborníky a poznávat nové přátele. Zájemci nejsou limitováni rokem narození.
VŠAPs nabízí tři programy A3V:
- PSYCHOLOGIE PRO KAŽDÝ DEN I.
- PSYCHOLOGIE PRO KAŽDÝ DEN II. (absolvování I. programu není podmínkou)
- PSYCHOLOGIE PRO KAŽDÝ DEN III. (absolvování I. a II. programu není podmínkou)

Programy probíhají formou cyklu osmi přednášek (jednou měsíčně) v přednáškové aule VŠAPs v Terezíně. Účastníkům je po absolvování programu slavnostně předán certifikát.

## Vědecká, výzkumná a tvůrčí činnost

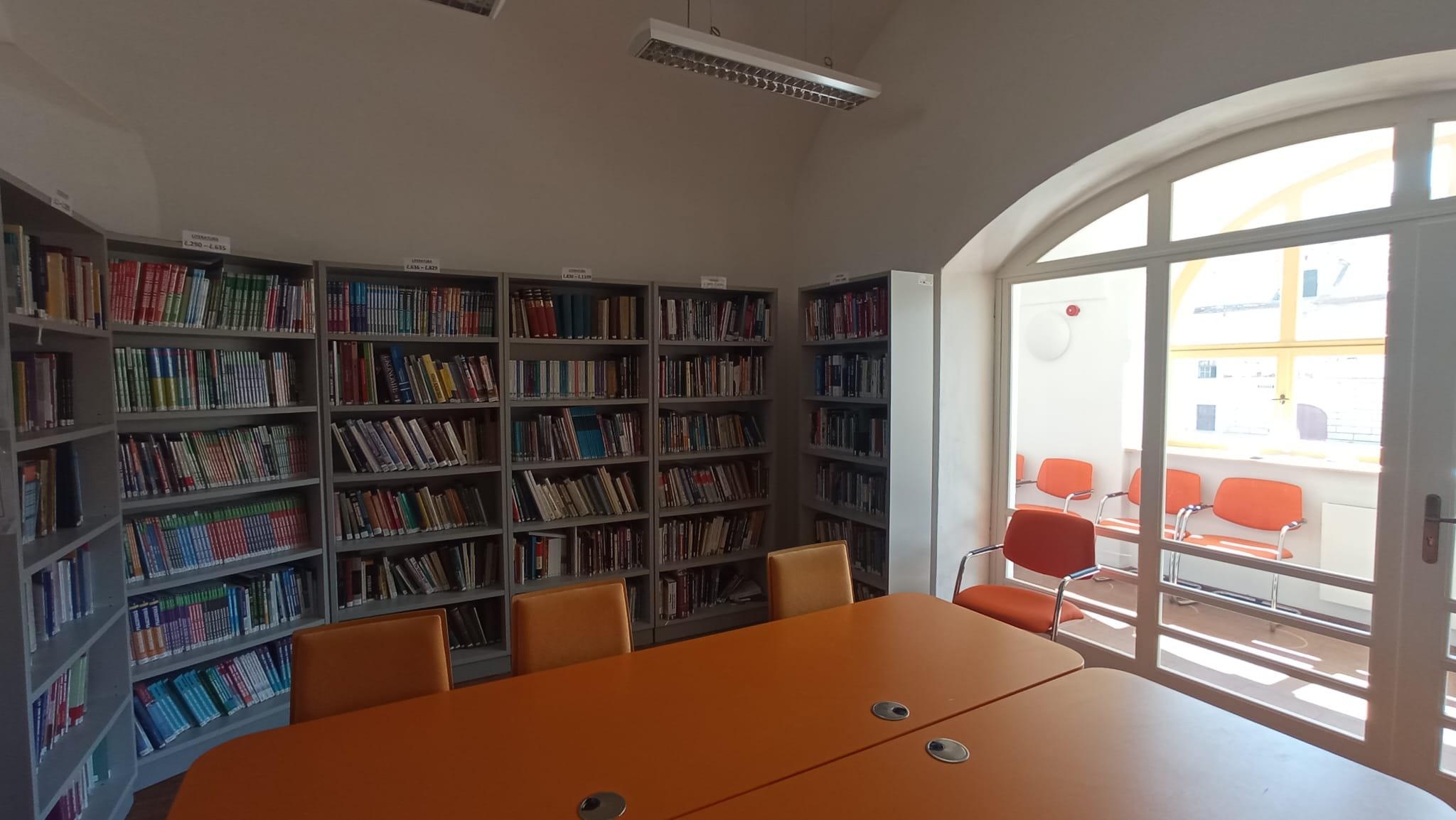
Zákulisí knihovny VSAPs

Výzkumná, vývojová a tvůrčí činnost je jednou z prioritních činností VŠAPs. Je zaměřená na rozvoj poznání v rámci vědeckých a edukačních programů, s cílem efektivně propojit vědecké bádání se vzdělávacím procesem a podpořit odborný růst akademické obce. Vědecko-výzkumná činnost se realizuje prostřednictvím řešení vědeckých projektů (včetně mezinárodních) a organizací vědeckých a odborných konferencí a seminářů.

## Vědecký časopis
Od akademického roku 2015/2016 VŠAPs dvakrát ročně vydává recenzovaný vědecký časopis Aplikovaná psychologie/Applied Psychology. Ten je zaměřen na publikační činnosti v oblasti aplikované psychologie a je zařazen mezi recenzované vědecké časopisy (ERIH+, CEJSH) publikující výsledky vědeckého výzkumu. Autoři článků jsou akademičtí pracovníci z vysokých škol, ústavů a odborníci z výzkumných pracovišť v ČR a ze zahraničních univerzit.

## Vědecko-odborné vydavatelství
VŠAPs má vlastní vědecko-odborné vydavatelství, které vydává vědecké a odborné publikace svých pedagogů a studentů, stejně jako akademických pracovníků z jiných univerzit. Tyto publikace jsou k dispozici k zakoupení nebo zapůjčení v knihovně VŠAPs.
Příklady publikací vydaných v roce 2025:
- Fiľa, M. (2025). Podniková ekonomika II.
- Fiľa, M., & Tóthová, V. (2025). Personální management II.

## Výzkum orientovaný na praxi
Součástí studia je odborná praxe studentů v podnikatelských subjektech a neziskových organizacích, převážně v Ústeckém kraji. Jako alternativní forma praxe byla v akademickém roce 2022/2023 zavedena Projektová laboratoř, kde studenti řeší rozsáhlejší témata v projektových týmech pod vedením garantů a mentorů VŠAPs. Akademičtí pracovníci také vypisují bakalářské práce na témata, kterým se sami věnují ve výzkumu i praxi, což umožňuje studentům aktivní zapojení do výzkumných aktivit.

## Studentský život

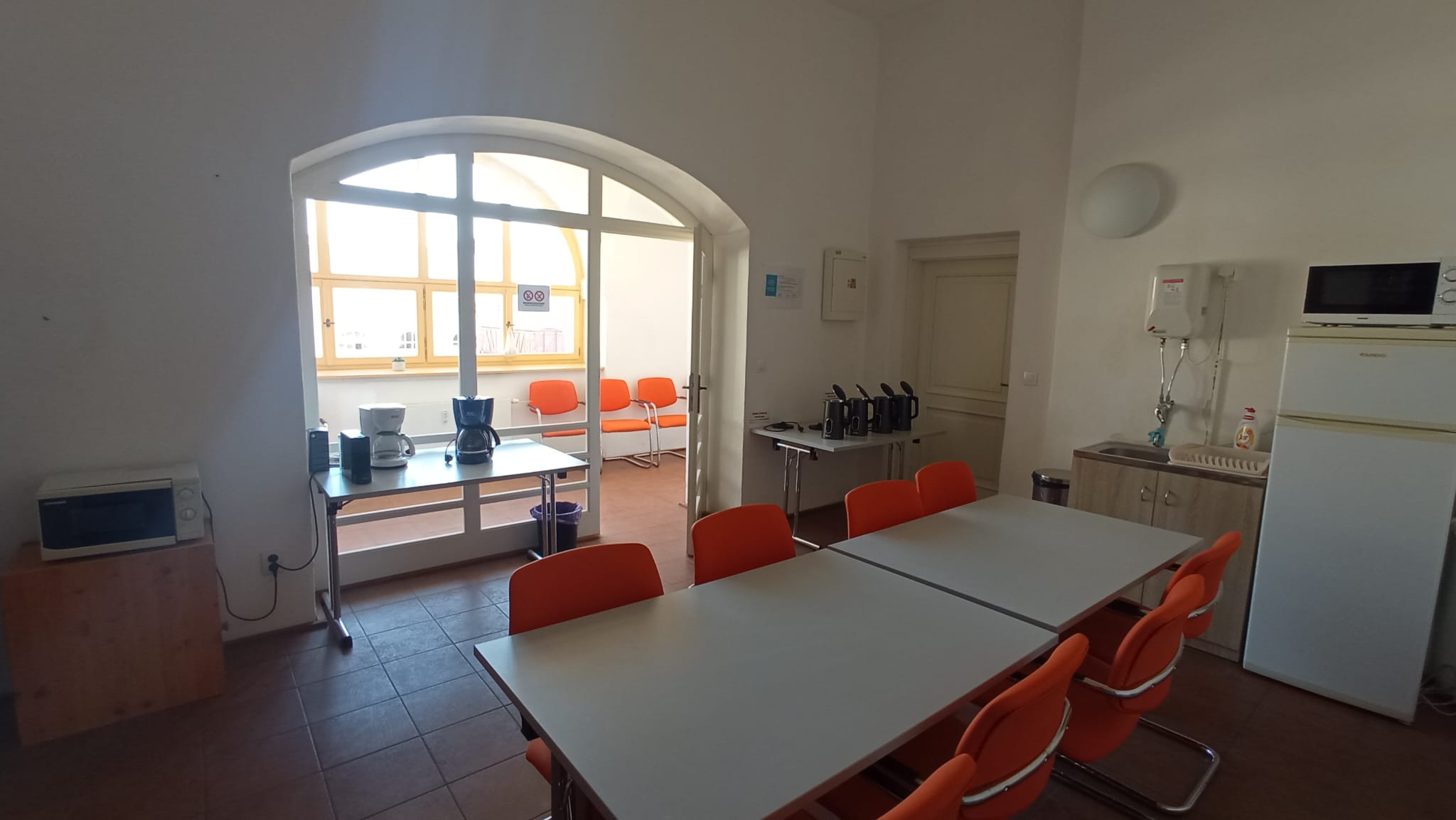
Zázemí pro studenty VSAPs

Studentský život na VŠAPs v Terezíně se odehrává v kampusu, v atmosféře která podporuje propojení vzdělávání, historie, odbornosti a osobního přístupu.
- Knihovna: Součástí školy je studovna a vysokoškolská knihovna. Knihovní fond je budován a spravován v souladu s akreditovanými studijními programy. Ve volném výběru je k dispozici 2,5 tisíce svazků a průběžně jsou dokupovány další publikace. Od akademického roku 2022/2023 má VŠAPs osvědčení pro vzdálený přístup do Národní digitální knihovny, která nabízí přes 42 tisíc svazků zdarma pro pedagogy a studenty.
- Ubytování: V areálu historické budovy VŠAPs jsou k dispozici pokoje pro krátkodobé i dlouhodobé ubytování studentů a hostů.
- Free WiFi: V celém areálu školy je pro studenty dostupné bezplatné připojení k internetu.
- Studentský průkaz: Studenti mohou využívat ISIC, celosvětově uznávanou kartu prokazující studentský status.
- Studentské poradenství: Součástí školy je psychologická poradna, která je k dispozici studentům.
- Volný čas a okolí: Škola nabízí inspiraci, jak zajímavě a příjemně trávit volný čas mimo přednášky a studia.